# Korzetová tkanina (coutil)

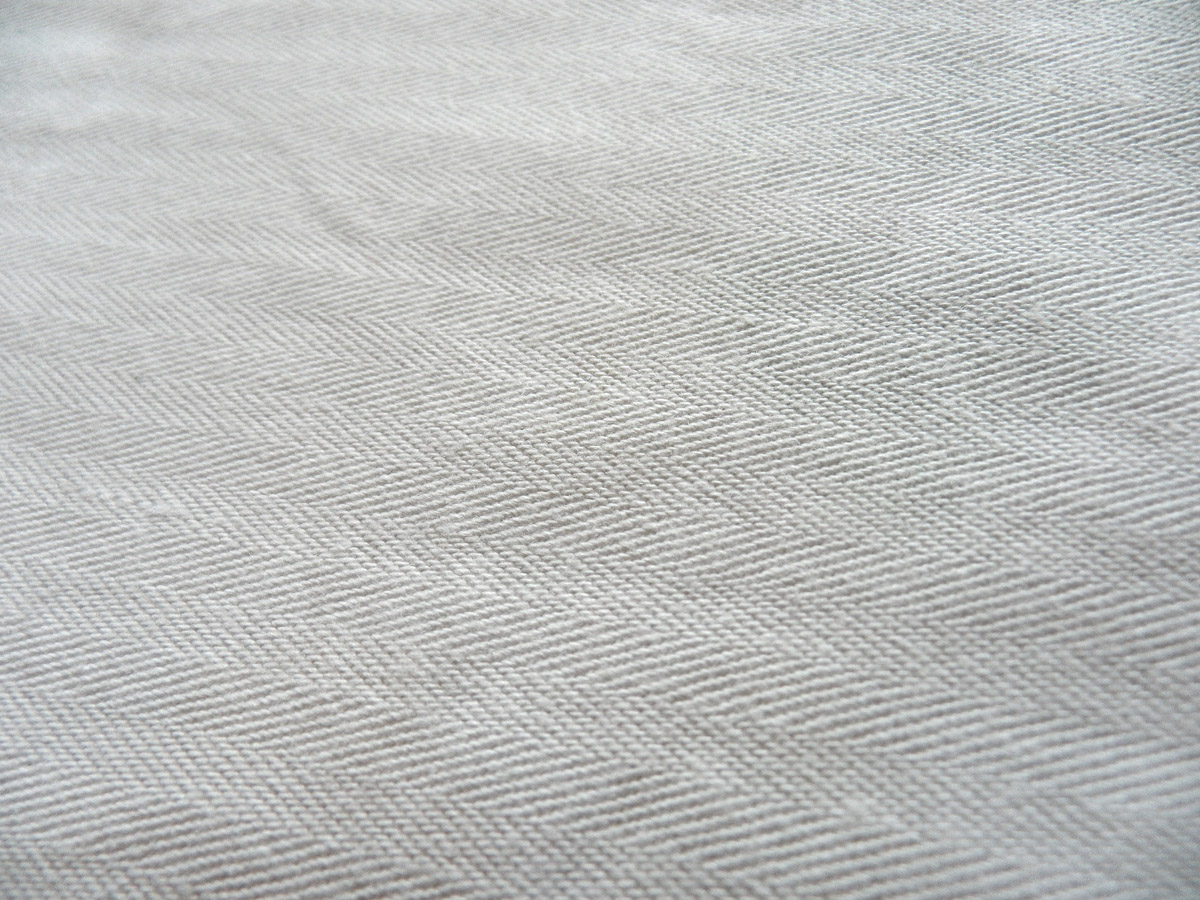
Bílá, praná korzetová tkanina z roku 2017

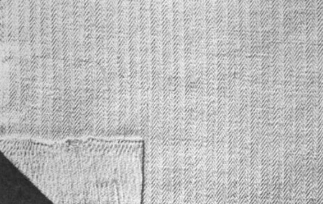
Coutil z roku 1920: rybí kostra, kalandrovaná, osnova 9,5 x 2 tex, útek 25 tex, 230 g/m²

Korzetová tkanina (angl.: coutil) je výrobek z bavlněné příze nebo ze směsi s bavlnou. Tkanina je hustá, pevná, neroztažná, s povrchem příjemným pro lidskou pokožku.
Tradiční výrobky jsou ve vazbě rybí kostra, modernější jako brokát (žakár) nebo satén (atlasová vazba), méně známý je brožovaný coutil.
Vedle korzetů se tkanina používá na ubrusy, matrace a stany.
S označením coutil byla korzetová tkanina známá v Anglii od začátku 19. století, později se jí říkalo také jean a (ve Francii) béamais.